# 영천암
영천암은 대한민국 충청남도 금산군 남이면 보석사1길 148에 있다. 1991년 4월 16일 금산군의 향토유적 제4호로 지정되었다.

## 개요
남이면 석동리 진악산 남쪽 보석사에서 2km쯤 산중으로 들어간 지점에 있다. 이 사찰도 보석사와 같은 연대에 조구화 상이 수도장으로 창건한 절이다. 영천암이라는 이름은 절 뒤 암굴에서 석간수가 끊임없이 솟아올라 이 물이 병자에게 특효가 있는 영험한 샘이라고 하여 영천암이라는 이름을 붙였다 한다.